# ألان أبيلسون
ألان أبيلسون (بالإنجليزية: Alan Abelson)‏ هو صحفي أمريكي، ولد في 12 أكتوبر 1925 في نيويورك في الولايات المتحدة، وتوفي بنفس المكان في 9 مايو 2013.